# 黒潮の森マングローブパーク

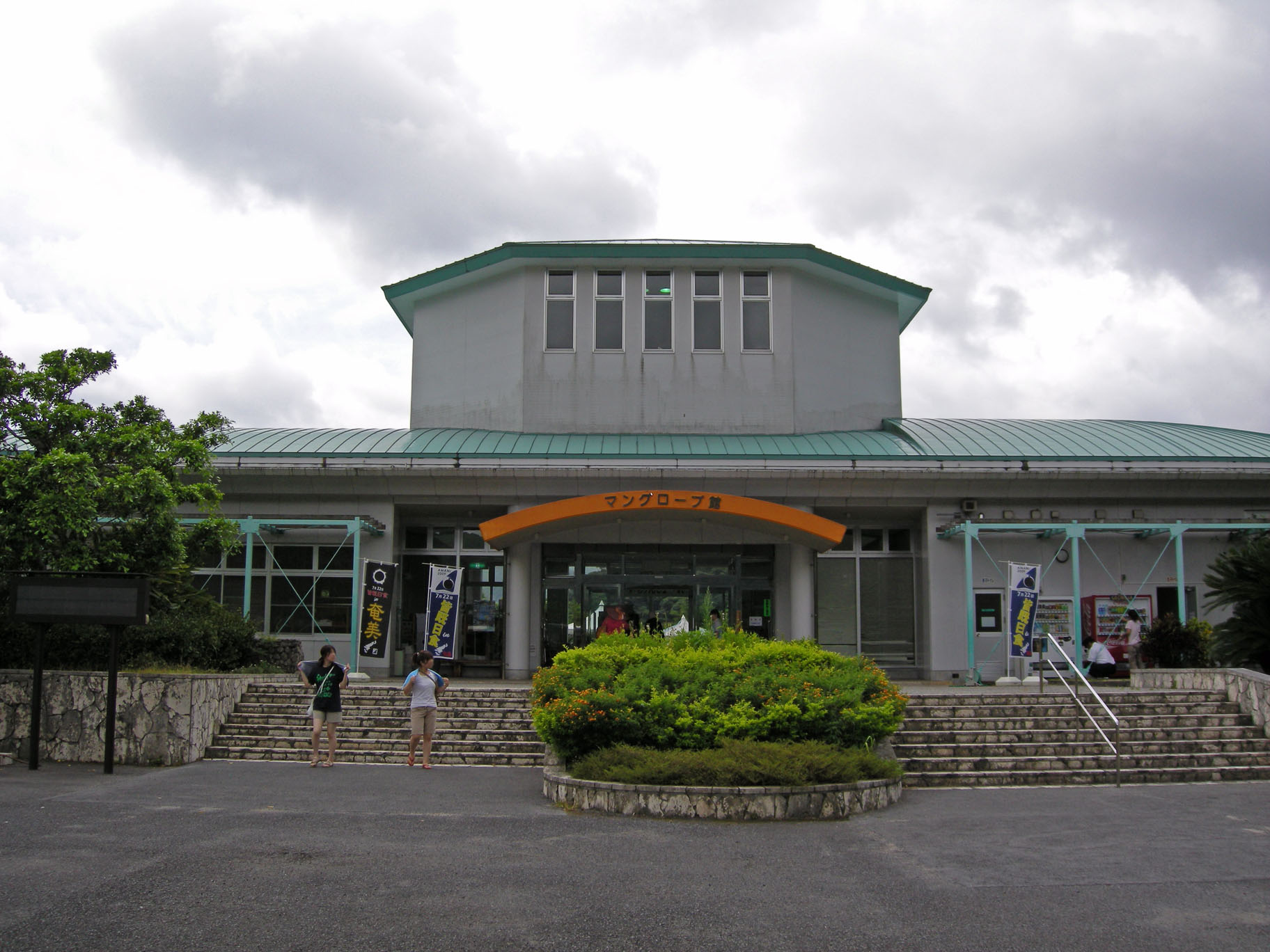
道の駅 奄美大島住用

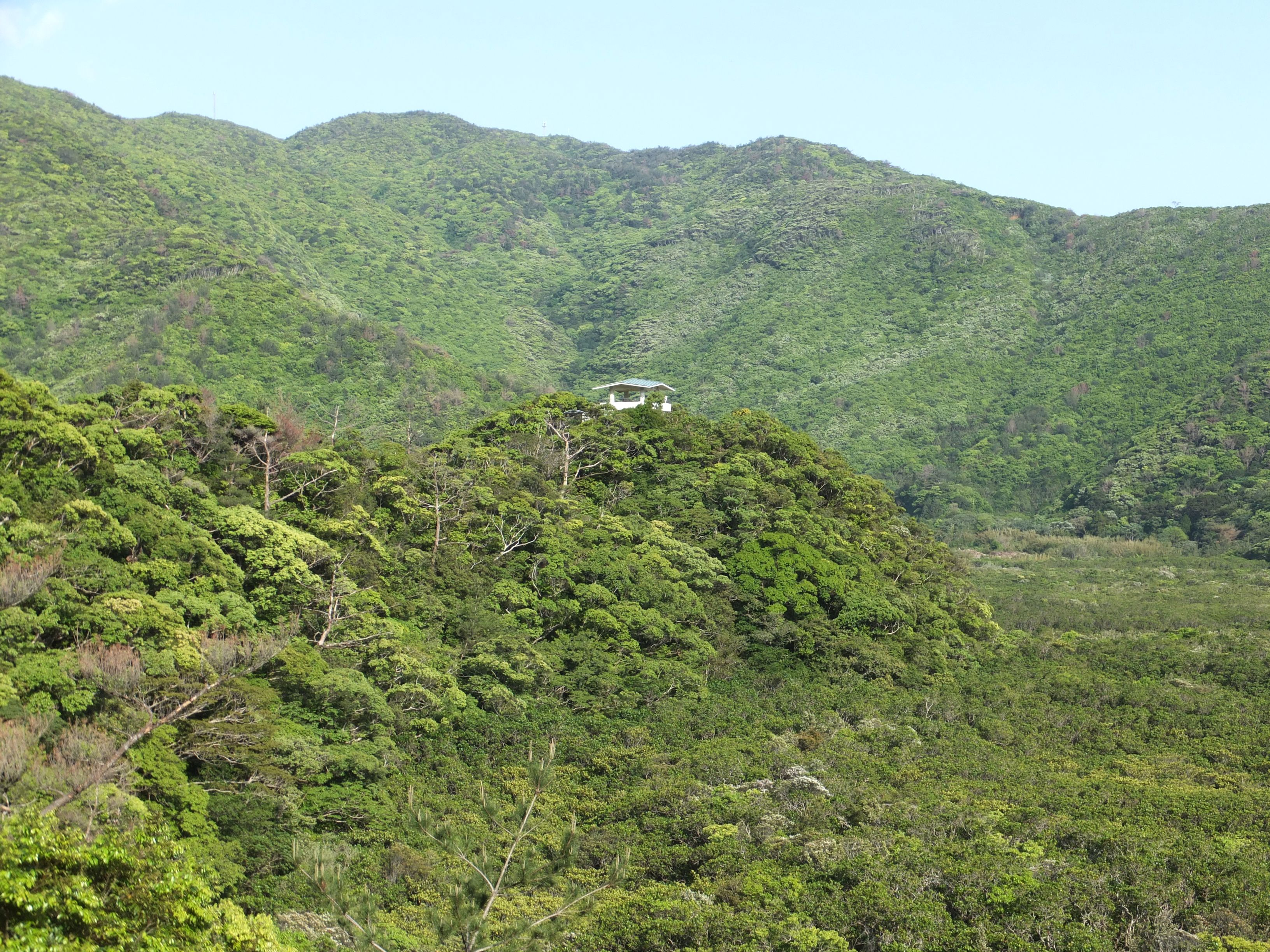
マングローブ展望台（石原ヨシハラウエノ遺跡）

黒潮の森マングローブパーク（くろしおのもりマングローブパーク）は、鹿児島県奄美市住用町大字役勝にある総合公園。

## 概要
旧住用村中心部の南側、国道58号沿いに位置している。南側には奄美群島国立公園特別保護地区のマングローブ原生林が広がっており、マングローブ展望台から一望することができる。
園内の西側にマングローブ館（道の駅 奄美大島住用）が設けられており、駐車場も完備されている。なお、園内にあるマングローブ展望台周辺は石原ヨシハラウエノ遺跡（山城跡（グスク））となっている。

## 施設
- マングローブ館（道の駅 奄美大島住用）
- ふれあい公園
- 川のトンネル
- 野外トイレ
- グラウンド・ゴルフ
- カヌー乗り場
- マングローブ観察休憩所
- マングローブ展望台（石原ヨシハラウエノ遺跡）

## イベント
- あまみシマ博覧会

## 周辺
- 奄美市住用総合支所
- 奄美群島国定公園特別保護地区 マングローブ原生林
- 奄美アイランド（植物園）
- 新住用川ダム
- 三太郎峠
- 石釜トンネル
- 住用川
- 役勝川

## 営業時間
- 平日：9:30〜18:00
- 土日祝日：9:30〜18:00

その他
入園は17:30まで。元日のみ休園。

## 現地情報

### 所在地
- 鹿児島県奄美市住用町大字役勝

### 交通手段
- バス（しまバス）
  - マングローブパーク前停留所よりすぐ
  - 西仲間停留所より徒歩約7分
- 自家用車
  - 国道58号経由で奄美空港より約70分
  - 奄美市名瀬より約20分